# Cébazan
Cébazan (okzitanisch: Cebasan) ist eine französische Gemeinde mit 637 Einwohnern (Stand: 1. Januar 2022) im Département Hérault in der Region Okzitanien. Sie gehört zum Arrondissement Béziers und zum Kanton Saint-Pons-de-Thomières. Die Einwohner werden Cébazanais genannt.

## Geographie
Cébazan liegt am Lirou, etwa 20 Kilometer westnordwestlich von Béziers in den südöstlicsthen Ausläufern der Montagne Noire. Umgeben wird Cébazan von den Nachbargemeinden Pierrerue im Norden, Cazedarnes im Nordosten und NOsten, Puisserguier im Osten und Südosten, Creissan und Quarante im Süden, Villespassans im Südwesten sowie Saint-Chinian im Westen und Nordwesten.

## Bevölkerungsentwicklung
| Jahr                       | 1962 | 1968 | 1975 | 1982 | 1990 | 1999 | 2006 | 2013 | 2020 |
| Einwohner                  | 479  | 420  | 368  | 376  | 377  | 343  | 450  | 577  | 632  |
| Quellen: Cassini und INSEE |      |      |      |      |      |      |      |      |      |

## Sehenswürdigkeiten
- Kirche Saint-Martin aus dem 12. Jahrhundert
- Ruinen des Schlosses von Saint-Bauléry

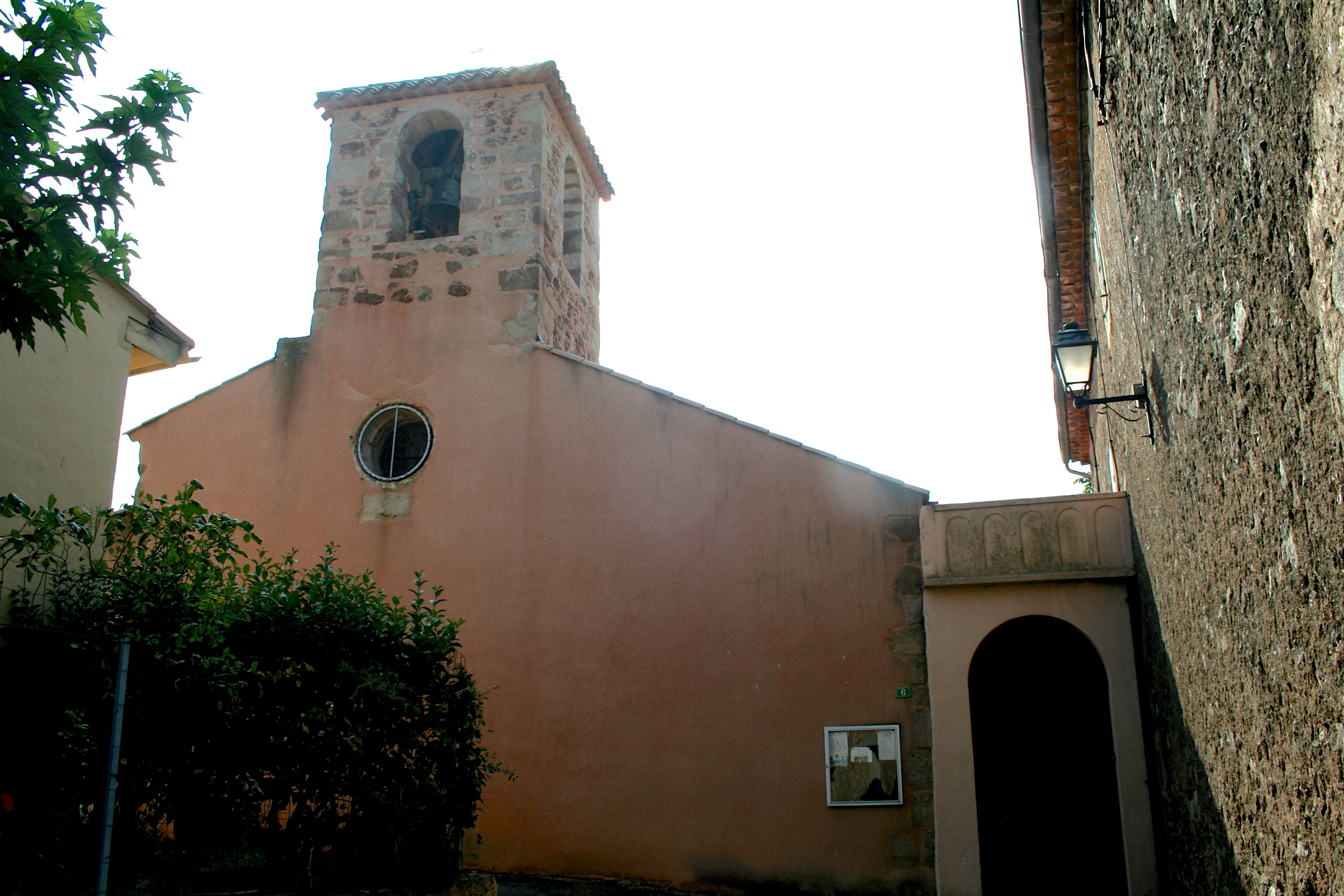
Kirche Saint-Martin
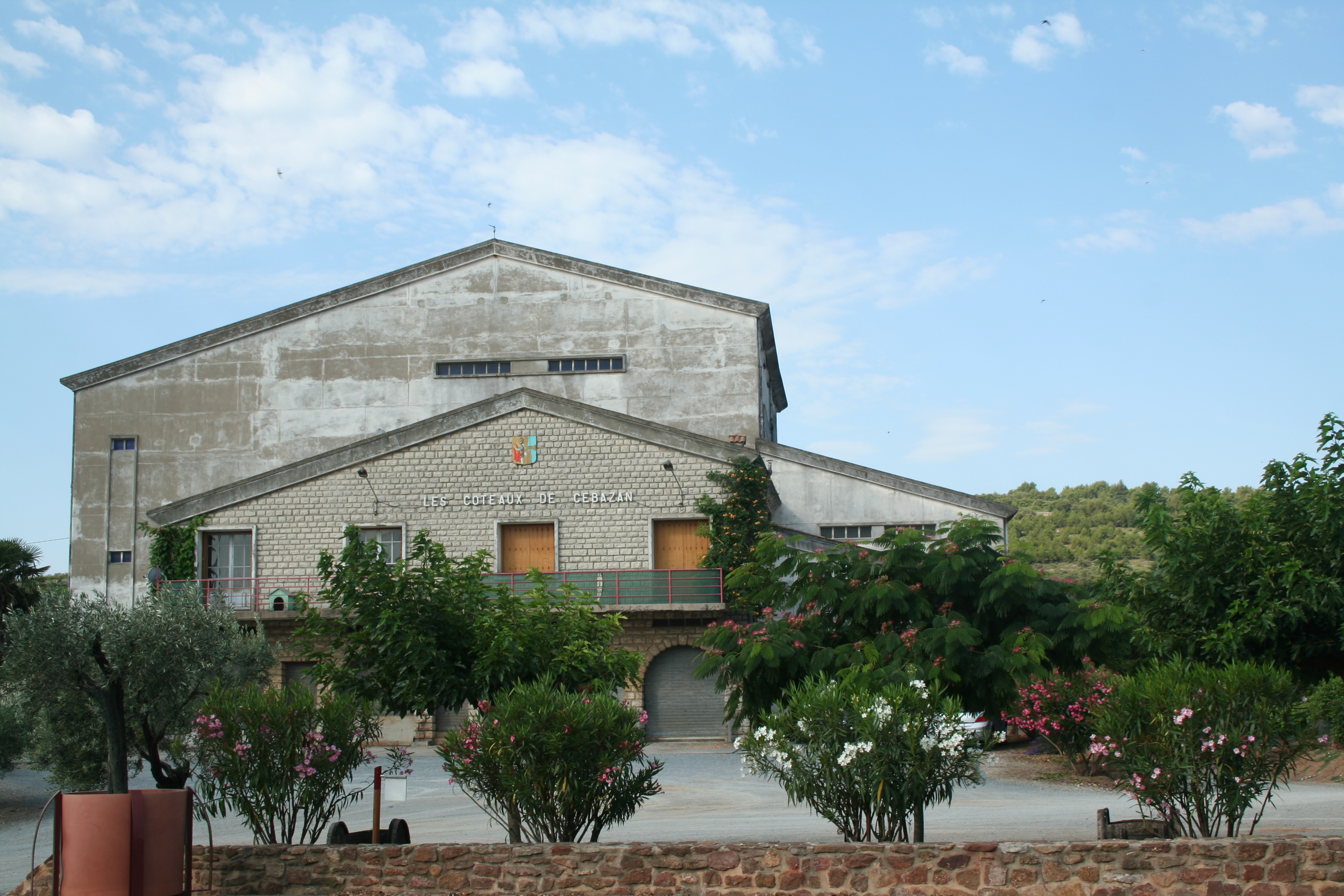
Winzergenossenschaft
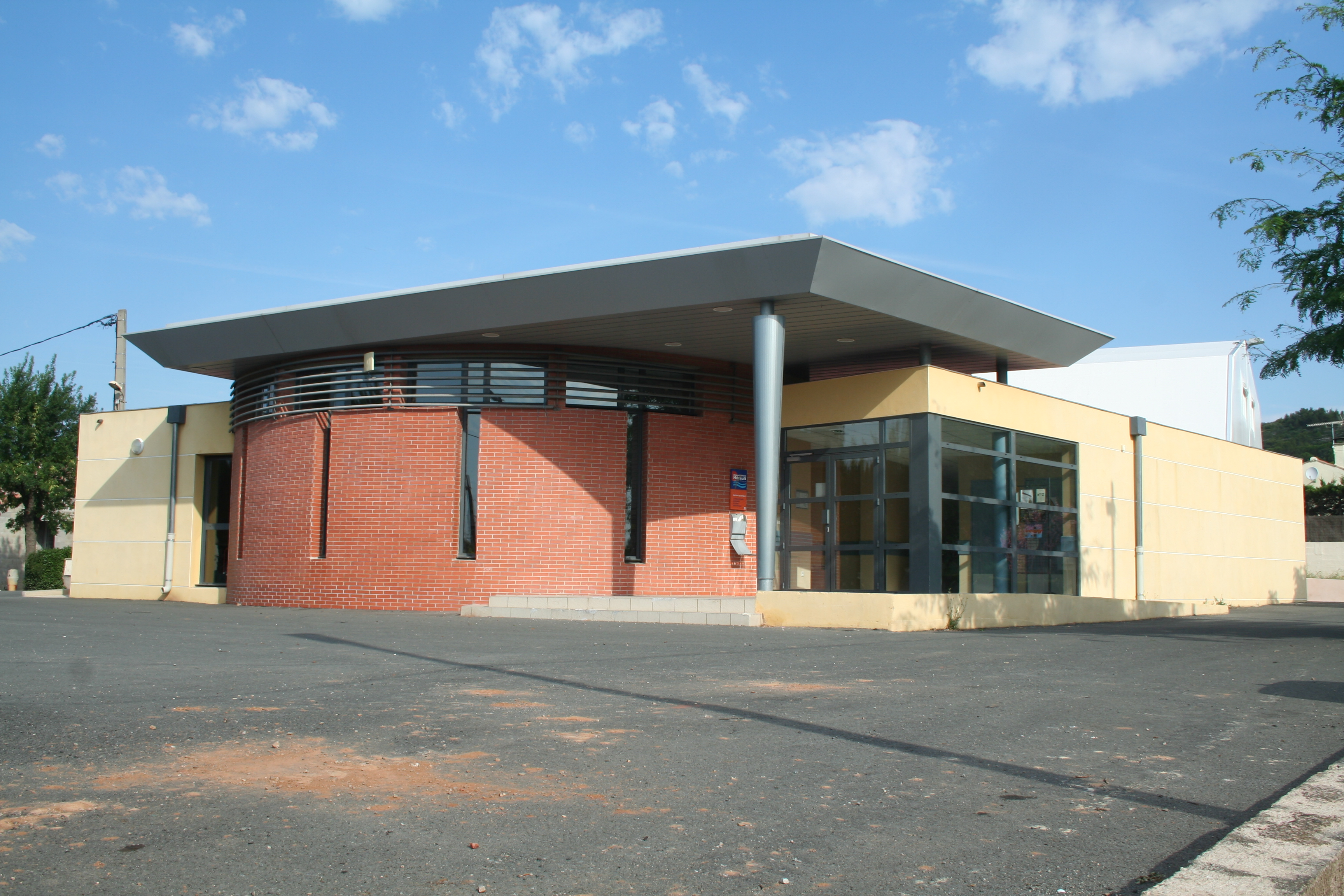
Gemeindefesthalle
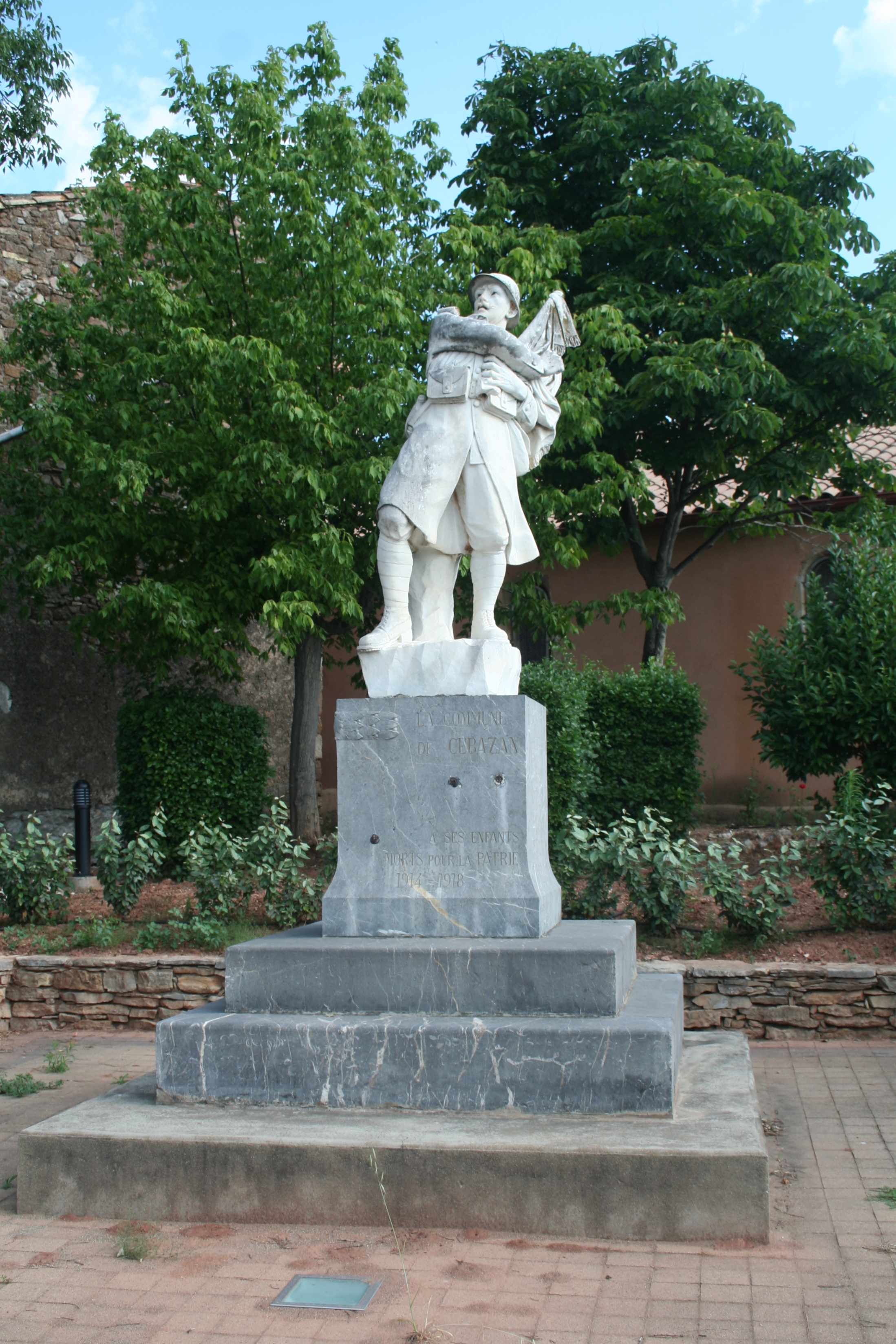
Gefallenendenkmal